# Байбулак
Байбулак (каз. Байбұлақ) — село в Талгарском районе Алматинской области Казахстана. Входит в состав Алатауского сельского округа. Код КАТО — 196233500.

## Население
В 1999 году население села составляло 415 человек (199 мужчин и 216 женщин). По данным переписи 2009 года, в селе проживали 502 человека (243 мужчины и 259 женщин).

## Административное деление
В состав села Байбулак входит пять дачных массивов ; «Алмагуль» ; «Кайрат» ; «Юбилейный» ; «Ивушка» ; «Ивушка-Агропрома».